# Drissa Diakité (historien)
Pour les articles homonymes, voir Drissa Diakité et Diakité.
Drissa Diakité, mort le 1er juillet 2022, est un historien malien. 

## Biographie
Drissa Diakité a obtenu une licence en Histoire, avant de décrocher un DEA puis un doctorat en Sorbonne (Université de Paris1) en 1980. Il a aussi obtenu un  Certificat de Langues et Civilisations Mandingues à l’Institut National des Langues et Civilisations Orientales (INALCO). Il a été professeur à l’École normale supérieure de Bamako de 1982 à 1996. Il est ensuite professeur à l'Université du Mali à Bamako.
Ancien doyen de la Faculté des lettres, langues, arts et sciences humaines de l'Université du Mali, il a publié de nombreux ouvrages sur l'histoire des sociétés africaines.
Il est l'auteur de Kuyatè la force du serment, aux origines du griot mandingue, qui retrace la genèse de l'empire du Mali au XIIIe siècle, à travers les figures héroïques de Soumaworo Kanté, Soundiata Keïta, Tiramagan Traoré et d'autres. Ce livre a reçu le prix Massa-Makan-Diabaté à la Rentrée littéraire du Mali en 2010.
Il a participé avec Adame Ba Konaré à la publication du livre Petit précis de remise à niveau sur l'histoire africaine à l'usage du président Sarkozy.
Il a également Il a dirigé l'ouvrage Mali-France, regards sur une histoire partagée (coédition Donniya/ Karthala, Bamako, Paris, 2005) avec Catherine Choquet.
En 2022, Drissa Diakité est lauréat du prix Moussa Sow de la rentrée littéraire du Mali pour son livre Le Mansaya et la société mandingue (Editions La Sahélienne, 2021). 
Il a été nommé en 2009, Chevalier de l'ordre national du Mali.
Il meurt le 1er juillet 2022,.
En octobre 2022, le livre "Repères pour le Mali : Aspects d’histoire et de Culture" a été publié à titre posthume. Écrit par Drissa Diakité, cet ouvrage explore divers aspects de l'histoire et de la culture du Mali. Sa publication après le décès de l'auteur souligne son engagement persistant envers la préservation et la promotion du patrimoine malien.

## Distinctions
Le Professeur Drissa Diakité était un érudit reconnu, lauréat de plusieurs distinctions prestigieuses. Il était notamment Chevalier de l'Ordre National des Palmes Académiques de France, Chevalier de l'Ordre International des Palmes Académiques du CAMES, et Chevalier de l'Ordre National du Mali. En reconnaissance de ses contributions exceptionnelles à la littérature, il avait été promu Officier de l'Ordre National des Palmes Académiques de France et Officier de l'Ordre National du Mali.
Drissa Diakité avait également reçu le Prix Massa Makan Diabaté lors de la Rentrée littéraire 2010, ainsi que le Prix Moussa Sow lors de la Rentrée littéraire 2022.